# Liometopum goepperti
Liometopum goepperti är en myrart som först beskrevs av Mayr 1868.  Liometopum goepperti ingår i släktet Liometopum och familjen myror. Inga underarter finns listade i Catalogue of Life.